# Halecia muelleri
Halecia muelleri es una especie de escarabajo del género Halecia, familia Buprestidae. Fue descrita científicamente por Obenberger en 1958.